# 魏聖坤
魏 聖坤（ウィ・ソンゴン、朝鮮語: 위성곤、1968年1月20日 - ）は、大韓民国の政治家。第20代～22代国会議員。済州特別自治道議会議員などを歴任した。本貫は長興魏氏。

## 経歴
1968年に全羅南道長興郡で生まれた。その後、済州道の西帰浦高校を卒業し、1987年に済州大学校に入学し総学生会長を務めた。済州島四・三事件真相究明デモに参加し懲役刑を受けたが、1993年に特別赦免された。
2006年5月30日に実施された済州特別自治道議会議員選挙にウリ党候補として済州特別自治道第22選挙区から立候補し、当選。西帰浦市東烘洞連合青年会会長などを歴任した。2010年5月30日に実施された済州特別自治道議会議員選挙で民主党から立候補し、再選。道議会行政自治委員会委員長などを務めた。2014年6月4日に実施された済州特別自治道議会議員選挙で新政治民主連合公認で立候補し、3選を果たすが2015年12月に辞職。
2016年4月13日に実施された第20代総選挙に共に民主党公認で済州特別自治道西帰浦市から立候補し、セヌリ党候補と接戦を繰り広げたが、得票率66％で当選した。盧武鉉財団済州委員会共同代表などに就任した。2019年5月19日に朝鮮半島平和繁栄フォーラム議員団の一員として日本を訪問し、自民党外交調査会の会合に参加した。
2020年4月15日に実施された第21代総選挙に共に民主党から出馬し、再選を果たした。その後、選挙法違反の疑いで検察に告発されたが、10月に不起訴処分となった。
2023年4月6日、共に民主党による福島第一原子力発電所汚染水対策団の一員として訪日、東京電力に押しかけたが敷地内には入れず、東京電力職員に資料要請書を手渡すにとどまった。